# Blitz Games
Blitz Games (Interactive Studios jusqu'à 1999) est un studio de développement de jeux vidéo britannique fondé en 1990. Il a fermé en 2013.

## Ludographie
- Glover (1998)
- Wargames (1998)
- Action Man: Operation Extreme (2000)
- Frogger 2: Swampy's Revenge (2000)
- La Petite Sirène 2 (2000)
- Fuzion Frenzy (2001)
- Lilo & Stitch : Ouragan sur Hawaï (2002)
- Zapper : Le Criquet ravageur ! (2002)
- Taz Wanted (2002)
- Barbie Horse Adventures: Wild Horse Rescue (2003)
- The Fairly OddParents: Breakin' da Rules (2003)
- Bad Boys: Miami Takedown (2004)
- The Fairly OddParents: Shadow Showdown (2004)
- Pac-Man World 3 (2005)
- Bratz: Rock Angelz (2005)
- Bratz: Forever Diamondz (2006)
- SpongeBob SquarePants: Creature from the Krusty Krab (2006)
- Big Bumpin' (2006)
- PocketBike Racer (2006)
- Sneak King (2006)
- Karaoke Revolution Presents: American Idol (2007)
- Bob l'éponge : Bulle en Atlantide (2007)
- Karaoke Revolution Presents: American Idol Encore (2008)
- Tak and the Guardians of Gross (2008)
- Bratz Girlz Really Rock (2008)
- Biggest Lose (2009)
- Karaoke Revolution (2009)
- iCarly (2009)
- The Biggest Loser Challenge (2010)
- Biggest Loser: Ultimate Workout (2010)
- All Star Karate (2010)
- Yoostar 2 (2011)
- Fantastic Pets (2011)
- Michael Phelps: Push the Limit (2011)
- Le Chat potté (2011)
- SpongeBob's Surf & Skate Roadtrip (2011)
- Epic Mickey 2 : Le Retour des héros (2012), avec Junction Point Studios
- Wake Up with Disney (2013)
- Shrek Alarm (2013)
- Titan A.E (2000), annulé